# Philip Yancey
Philip Yancey (Atlanta, 1949.–) amerikai keresztény író. Könyveit 25 nyelvre fordították le, s tizennégy millió példányt értékesítettek világszerte, ezzel az egyik legkeresettebb keresztyén szerző. Két könyve nyerte meg "Az év keresztyén könyve" díjat: a The Jesus I Never Knew (Jézus másként) 1996-ban és a What's So Amazing About Grace (Meghökkentő kegyelem) 1998-ban. A Zondervan Publishing, ill. a Hachette adja ki a műveit.

## Élete
Yancey Atlantában született, s annak közelében nőtt fel. Amikor egyéves volt, elvesztette édesapját, aki gyermekbénulásban szenvedett, s a gyülekezeti tagok javaslatára, hogy bízzon Istenben, aki meg fogja gyógyítani, lekapcsoltatta magát a lélegeztetőgépről. Ez és még néhány negatív élmény is közrejátszott abban, hogy egy adott ponton Yancey elvesztette a hitét. Érettségi után egy bibliaiskolába járt, ahol megismerkedett a feleségével, Janettel. Később kommunikációt és angolt tanult a Wheaton College-ben és a Chicagói Egyetemen.
Yancey Chicagóba költözött, ahol 1971-ben csatlakozott a Campus Life magazin munkatársi körébe, amely a Christianity Today egy mellékmagazinja. Ez egyetemistákra s fiatalokra koncentrál, s 8 évig Yancey volt a szerkesztője. Yancey évekig a Christianity Today egyik szerkesztője volt, és olyan újságoknak írt cikkeket, mint például: Reader's Digest, The Saturday Evening Post, Publishers Weekly, Chicago Tribune Magazine, Eternity, Moody Monthly, National Wildlife.
Jelenleg Coloradóban él, s most már főszerkesztője a Christianity Todaynek, továbbá a világ több részére is meghívják előadóként.
2007 februárjában súlyosan megsérült egy autóbalesetben, amikor a feleségével hazafele tartottak, de rendbe jött. Annyira, hogy 2007 augusztusára sikerült megmásznia a hiányzó három csúcsot, s így Colorado mind az 54, 4300m-nél magasabb csúcsát megmászta.

## Magyarul megjelent művei
- Rejtjelek egy másik világból; ford. J. Füstös Erika; Harmat, Budapest, 2007, ISBN 9789639564725 (Eredeti címe: Rumors of Another World)
  - (Jelek a láthatatlan világból címen is)
- Csalódás Istenben. Három kérdés, amelyet senki sem mond ki hangosan; ford. Kisházy Mária; Keresztyén Ismeretterjesztő Alapítvány, Budapest, 2007, ISBN 9789639390454 (Eredeti címe: Disappointment with God)
- Meghökkentő kegyelem; ford. J. Füstös Erika; Harmat, Budapest, 2008, ISBN 9789639564916 (Eredeti címe: What' So Amazing About Grace?)
- Jézus másként; ford. J. Füstös Erika; Harmat, Budapest, 2009, ISBN 9789632880167 (Eredeti címe: The Jesus I Never Knew)
- Kerülő utak a boldogsághoz; ford. J. Füstös Erika; Harmat, Budapest, 2010, ISBN 9789632880495 (Eredeti címe: Soul Survivors)
- Mire megyünk Istennel?; ford. J. Füstös Erika; Harmat, Budapest, 2012, ISBN 9789632881218 (Eredeti címe: What Good Is God?)
- Philip Yancey–Tim Stafford: 180 nap alatt a Biblián át; ford. Csiszár István; Harmat, Budapest, 2012, ISBN 9789632881102 (Eredeti címe: NIV Student Bible Notes)
- Keresztények és politika. Kelletlen barátság; ford. J. Füstös Erika; Harmat, Budapest, 2013, ISBN 9789632881829 (Eredeti címe: Christians and Politics: Uneasy Partners)
- Az imádság. Változtat-e bármin is?; ford. J. Füstös Erika; Harmat, Budapest, 2014
- Magyarázatos Biblia. Az újonnan revideált Károli-Biblia szövegével; jegyz. Philip Yancey, Tim Stafford, jegyzford. Csiszár István, Gulyás Melinda, Szigeti László; Harmat–Veritas, Budapest, 2014, ISBN 9789632881454
- Hová tűnt az örömhír?; ford. J. Füstös Erika; Harmat, Budapest, 2017, ISBN 9789632882505 (Eredeti címe: Prayer: Does It Make Any Difference?)
- Meghökkentő kegyelem; ford. J. Füstös Erika; 3. jav. kiad.; Harmat, Budapest, 2018
- Jézus másként; ford. J. Füstös Erika; 3. jav. kiad.; Harmat, Budapest, 2018
- Hol van Isten, amikor fáj?; ford. Szabadi István; Harmat, Budapest, 2018
- Jelek a láthatatlan világból; ford. J. Füstös Erika; Harmat, Budapest, 2018
  - (Rejtjelek egy másik világból címen is)
- Paul Brand–Philip Yancey: Csodálatos alkotás. Az istenképűség kiváltsága; ford. Szabadi István; Harmat, Budapest, 2021
- Ahová a fény vetült. Memoár; ford. Szabadi István; Harmat, Budapest, 2022